# 里奥卡瓦多
里奥卡瓦多，是西班牙卡斯蒂利亚-莱昂阿维拉省的一个市镇。 总面积20km2, 总人口199人（2001年），人口密度10人/km2。